# Márcio Carlsson
Márcio Carlsson (Florianópolis, 24 de janeiro de 1975) é um tenista profissional brasileiro, que competiu de 1994 a 2007.

## Biografia
Márcio Carllson é destro e disputou apenas uma vez a Copa Davis, em 1999, perdendo para o espanhol Alex Corretja em Lérida, num confronto em que o Brasil venceu a Espanha por 3-2.
Jogou com Gustavo Kuerten vários torneios em duplas. Em 1998 atingiu o melhor ranking da carreira; foi 118° do mundo em simples.  Seu único Grand Slam foi o Aberto da Austrália de 1999.
Uma das maiores vitórias na sua carreira foi contra o norte-americano Jim Courier.
Participou dos Jogos Pan-americanos de 2003 em Santo Domingo, na República Dominicana, jogando em dupla com Fernando Meligeni.
Em 2004 o tenista se aposentou e hoje é treinador de juvenis, como Gabriela Vieira. Porém, em 2007 voltou para disputar um Chalenger em sua cidade natal, Florianópolis, o qual venceu, e aposentou-se definitivamente depois do torneio em 2007.

## Retrospecto
Pan de Santo Domingo, 2003:
Simples
- Primeira rodada: Márcio Carlsson 2 x 0 Gilberto Alvarez (PRI), 6-2, 6-4
- Segunda rodada: Márcio Carlsson 2 x 0 Kenny Callende (IVB), 6-1, 6-0
- Oitavas-de-final: Alex Kim (EUA) 2 x 0 Márcio Carlsson, 6-2, 6-2

Duplas
- Primeira rodada: Marcel Felder/Martin Vilarrubi (URU) 2 x 0 Fernando Meligeni/Márcio Carlsson, 7-5, 6-4

## Títulos
Duplas
- 2007, já aposentado, em Florianópolis, com Lucas Engel